# 叠氮化镉
叠氮化镉是一种无机化合物，化学式为Cd(N3)2。它可由碳酸镉和24%叠氮化氢溶液反应制得。它是正交晶系晶体，空间群Pbca。它在210 °C、2×10-6 mbar下分解，得到氮化镉。
高氯酸镉六水合物在三乙胺存在下和三甲基叠氮硅烷于乙腈中反应，可以得到其乙腈合物[Cd3(N3)6(CH3CN)2]n，为无色针状晶体。它的多种配合物是已知的。

## 拓展阅读
- A. D. YOFFE, B. L. EVANS & S. K. DEB. Foreign Cations in Silver Azide. Nature. 1957. 180: 294-295. doi:10.1038/180294a0